# Kanton Behren-lès-Forbach
Kanton Behren-lès-Forbach (fr. Canton de Behren-lès-Forbach) byl francouzský kanton v departementu Moselle v regionu Lotrinsko. Tvořilo ho 13 obcí. Zrušen byl po reformě kantonů 2014.

## Obce kantonu
- Behren-lès-Forbach
- Bousbach
- Cocheren
- Diebling
- Farschviller
- Folkling
- Metzing
- Morsbach
- Nousseviller-Saint-Nabor
- Œting
- Rosbruck
- Tenteling
- Théding